# Віла-ду-Бішпу
Ві́ла-ду-Бі́шпу (порт. Vila do Bispo; МФА: [ˈvi.ɫɐ du ˈbiʃ.pu]) — муніципалітет і містечко в Португалії, в окрузі Фару. Розташований у південній частині країни, на березі Атлантичного океану, на теренах історичної португальської провінції Алгарве. Належить до Фаруської діоцезії Католицької церкви в Португалії. Права міського самоврядування має з 1662 року. Поділяється на 4 парафії. За адміністративним поділом, чинним до 1976 року, був складовою провінції Алгарве. Площа муніципалітету — 179,06 км², населення муніципалітету — 5258 ос. (2011); густота населення — 29,36 осіб/км²
. Патрон — святий Вікентій. Святковий день муніципалітету — 22 січня. Поштовий індекс — 8650.  Код місцевої адміністративної одиниці — 0815. Складова статистичного регіону Алгарве.

## Назва
- Віла-ду-Бішпу (порт. Vila do Bispo, стара орфографія: порт. Villa do Bispo) — сучасна португальська назва.

## Географія
Віла-ду-Бішпу розташована на півдні Португалії, на південному заході округу Фару.
Віла-ду-Бішпу межує на півночі з муніципалітетом Алжезур, на північному сході — з муніципалітетом Лагуш. На заході та півдні омивається водами Атлантичного океану.
Атлантичне узбережжя муніципалітету належить до природного заповідника Південно-західного Алентежу і Вісентінського узбережжя (порт. Parque Natural do Sudoeste Alentejano e Costa Vicentina).
За колишнім адміністративним поділом селище належало до провінції Алгарве — сьогодні це однойменний регіон і субрегіон.
- Священний мис

## Історія
Статус селища — з 1633 року, муніципалітет було утворено у 1662 році.

## Населення
| Кількість мешканців | Кількість мешканців | Кількість мешканців | Кількість мешканців | Кількість мешканців | Кількість мешканців | Кількість мешканців | Кількість мешканців | Кількість мешканців | Кількість мешканців | Кількість мешканців | Кількість мешканців | Кількість мешканців | Кількість мешканців | Кількість мешканців |
| ------------------- | ------------------- | ------------------- | ------------------- | ------------------- | ------------------- | ------------------- | ------------------- | ------------------- | ------------------- | ------------------- | ------------------- | ------------------- | ------------------- | ------------------- |
| 1864                | 1878                | 1890                | 1900                | 1911                | 1920                | 1930                | 1940                | 1950                | 1960                | 1970                | 1981                | 1991                | 2001                | 2011                |
| 3 791               | 4 095               | 4 288               | 4 912               | 5 953               | 6 032               | 6 082               | 6 167               | 6 147               | 5 988               | 5 413               | 5 700               | 5 762               | 5 349               | 5 258               |

## Парафії
1. Барау-де-Сан-Мігел (порт. Barão de São Miguel)
2. Буденш (порт. Budens)
3. Віла-ду-Бішпу (порт. Vila do Bispo)
4. Рапозейра (порт. Raposeira)
5. Сагреш (порт. Sagres)

Найбільшим за кількістю мешканців населеним пунктом району є селище Сагреш, — відоме своїми фортецями та мисом Сан-Вісенте (символ португальських морських відкриттів у 15 столітті).

## Економіка, побут, транспорт
Економіка району головним чином представлена сільським та лісовим господарством. Паралельно розвиваються торгівля, будівництво та туризм.
На атлантичному узбережжі муніципалітету знаходяться 19 пляжів
Через селище проходять дві національні автомобільні дороги N-125 (зв'язує з містом Фару) і N-268 (зв'язує з районом Алжезур).

## Туризм
Серед архітектурних пам'яток особливий інтерес викликають декілька фортець в Сагреші (порт. Fortaleza de Sagres, Fortaleza do Cabo de São Vicente, Fortaleza de Belixe), церква «матріж» (порт. Igreja Matriz de Vila do Bispo).
Природний заповідник Південно-західного Алентежу і Вісентінського узбережжя має популярність завдяки своїм нескінченим пляжам.

## Галерея

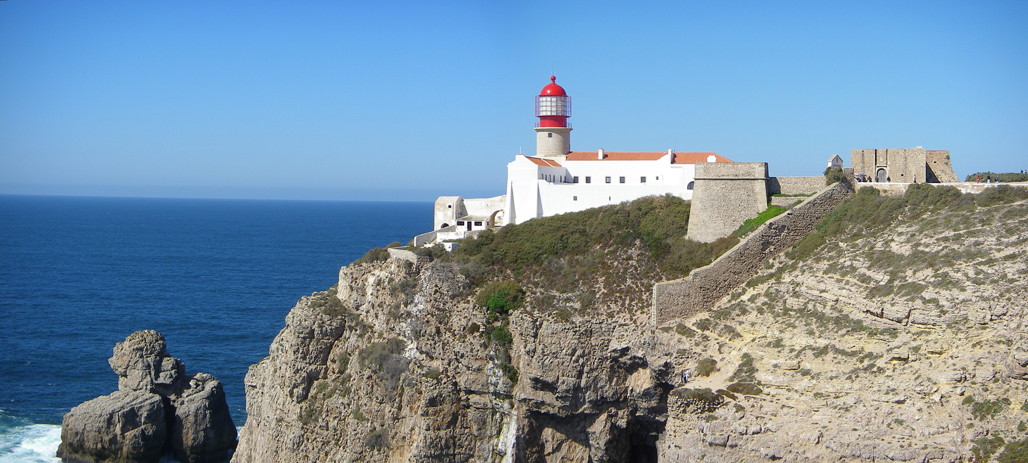
Маяк на мисі Сан-Вісенте
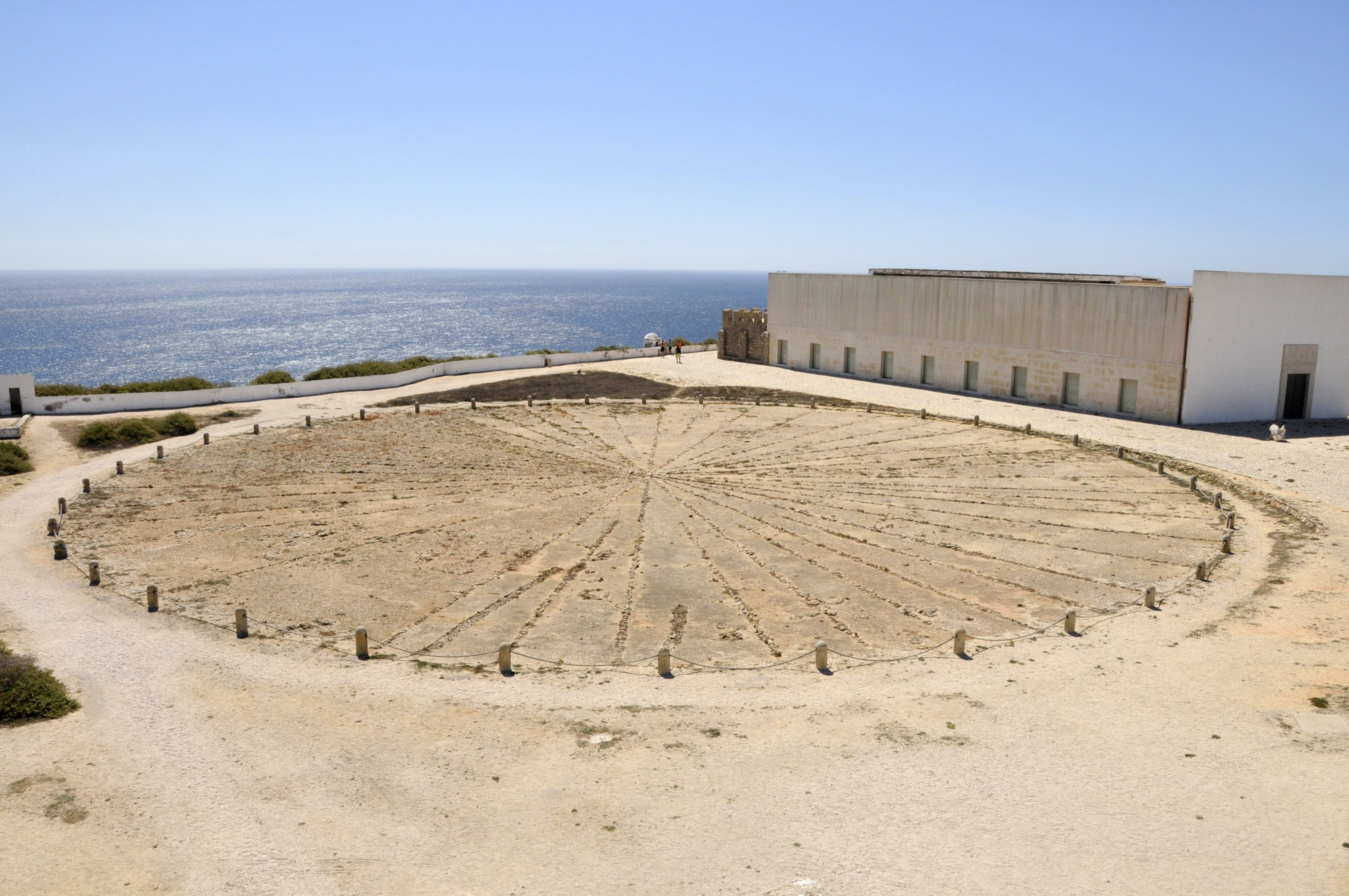
Роза вітрів у Сагреші